# Liste der Gemeindeverbände im Département Lot-et-Garonne
Das Département Lot-et-Garonne liegt in der Region Nouvelle-Aquitaine in Frankreich. Es untergliedert sich in 12 Gemeindeverbände.
Siehe auch: Liste der Gemeinden im Département Lot-et-Garonne

## Gemeindeverbände

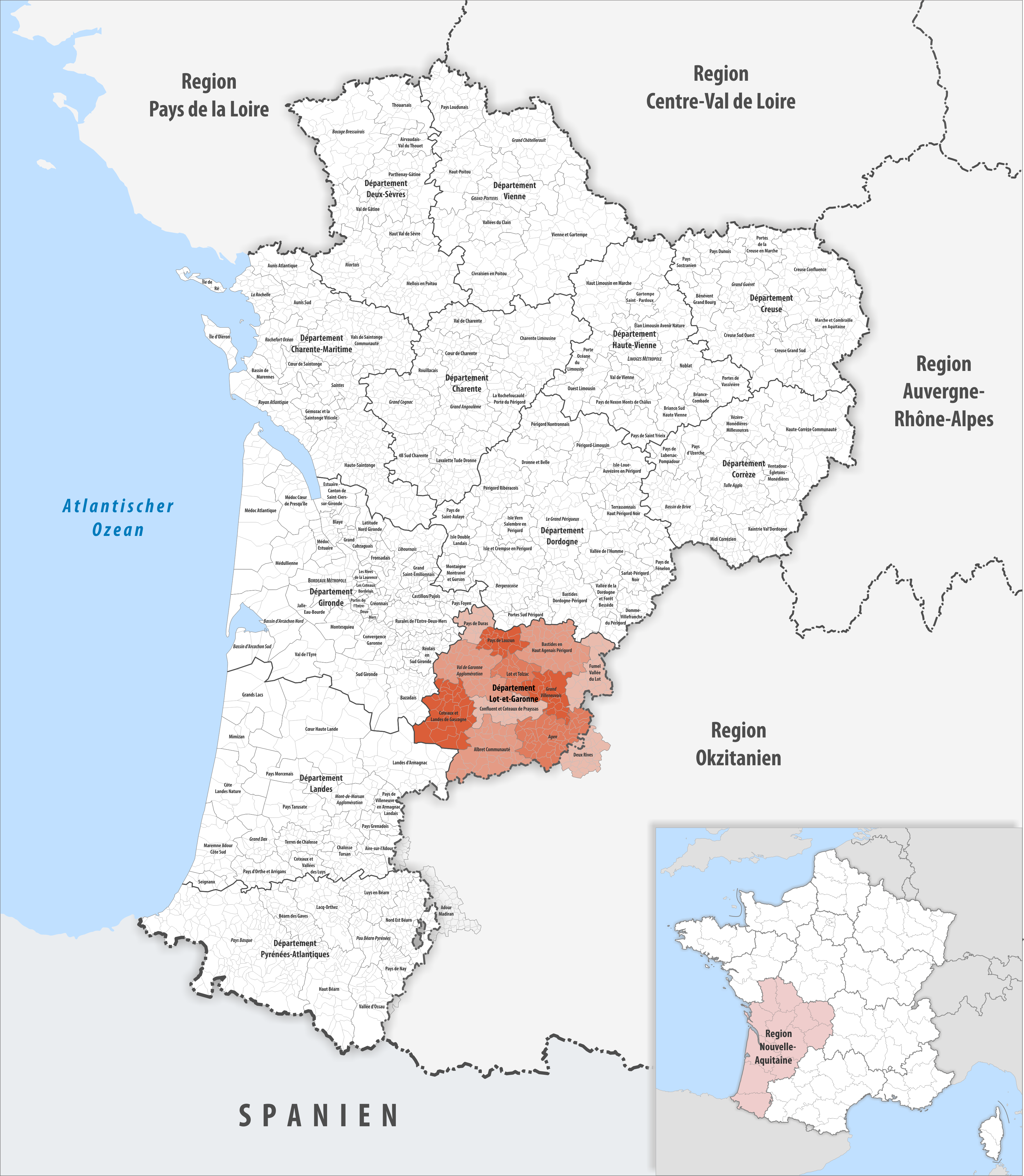
Gemeindeverbände im Département Lot-et-Garonne

| Gemeindeverband                      | Gemeinden im Départ./Verband | Einwohner 1. Januar 2022 | Fläche km² | Dichte Einw./km² | SIREN- Nummer | Rechtsform                 | Gründungsdatum    |
| ------------------------------------ | ---------------------------- | ------------------------ | ---------- | ---------------- | ------------- | -------------------------- | ----------------- |
| Agglomération d’Agen                 | 44/44                        | 101.727                  | 635,06     | 160              | 200 096 956   | Communauté d’agglomération | 1. Januar 2022    |
| Albret Communauté                    | 33/33                        | 25.866                   | 741,69     | 35               | 200 068 948   | Communauté de communes     | 28. November 2016 |
| Bastides en Haut Agenais Périgord    | 43/43                        | 17.015                   | 674,15     | 25               | 200 036 523   | Communauté de communes     | 28. Dezember 2012 |
| Confluent et des Coteaux de Prayssas | 29/29                        | 17.768                   | 380,26     | 47               | 200 068 922   | Communauté de communes     | 28. November 2016 |
| Coteaux et Landes de Gascogne        | 27/27                        | 12.590                   | 695,24     | 18               | 244 701 355   | Communauté de communes     | 27. Dezember 1996 |
| Deux Rives                           | 2/28                         | 19.013                   | 343,26     | 55               | 248 200 016   | Communauté de communes     | 24. Dezember 2001 |
| Fumel Vallée du Lot                  | 27/27                        | 24.601                   | 450,68     | 55               | 200 068 930   | Communauté de communes     | 28. November 2016 |
| Grand Villeneuvois                   | 19/19                        | 47.899                   | 354,91     | 135              | 200 023 307   | Communauté d’agglomération | 23. Dezember 2011 |
| Lot et Tolzac                        | 15/15                        | 7.426                    | 255,85     | 29               | 244 701 405   | Communauté de communes     | 26. Dezember 1996 |
| Pays de Duras                        | 17/17                        | 5.730                    | 226,86     | 25               | 244 700 449   | Communauté de communes     | 31. Dezember 1993 |
| Pays de Lauzun                       | 20/20                        | 10.362                   | 242,76     | 43               | 244 700 464   | Communauté de communes     | 23. Dezember 1993 |
| Val de Garonne Agglomération         | 43/43                        | 60.690                   | 669,17     | 91               | 200 030 674   | Communauté d’agglomération | 30. Dezember 2011 |